# Marilyn Manson (osoba)
Marilyn Manson (Canton, Ohio, SAD, 5. siječnja 1969.), pravog imena Brian Hugh Warner, američki je izvođač rock glazbe, frontmen i vokalist istoimenog sastava i jedini konstantni član od njezinog osnutka 1989. godine. Do 1996. godine, članovi sastava tvorili su svoja scenska imena iz imena ženske pop-zvijezde i masovnog ubojice pa je tako Warner svoje izveo iz imena Marilyn Monroe i Charlesa Mansona.
Tijekom 1990-ih sa sastavom je objavio albume Portrait of an American Family (1994.), Antichrist Superstar (1996.), Mechanical Animals (1998.) i EP Smells Like Children (1995.), koji su uključivali hit-singlove kao što su "The Beautiful People", "Tourniquet", "The Dope Show" i "Rock Is Dead". Album iz 2000. godine, Holy Wood (In the Shadow of the Valley of Death) izravan je odgovor na mainstream medije koji su lažno okrivili Mansona da je utjecao na počinitelje masakra u srednjoj školi Columbine. Uglavnom ga se smatra jednim od najkontroverznijih glazbenika heavy metala. Osim tragedije u Columbineu, njegove su tekstove kritizirali američki političari i često razmatrali ih na kongresnim raspravama, a nekoliko saveznih država donijelo je zakone kojima se izričito zabranjuje nastup sastava u državnim prostorima. Njegove slike i filmovi pojavili su se kao dokazi na suđenju za ubojstvo, a optužen je i za inspiriranje još nekoliko ubojstava i školskih pucnjava. Također, njegova glazba i imidž su se više puta povezivale i, dobivale optužbe za promoviranje sotonističkih poruka i općenito pogubnog utjecaja na mladež, osobito zbog svojeg poznanstva i kasnijeg prijateljstva s osnivačem Sotonističke Crkve, Antonom LaVeyom. Unatoč tome, ta organizacija je kasnije odbacila tvrdnje da je ikada bio "zaređen" za njezinog svećenika.
Samo u Sjedinjenim Državama, tri albuma sastava dobila su platinasti status, a još tri zlatna, a sastav je imao osam izdanja koja su debitirala u top 10, uključujući dva albuma broj 1. Manson je rangiran na 44. mjestu popisa "100 najboljih pjevača heavy metala"  Hit Paradera te je sa svojim sastavom nominiran za četiri nagrade Grammy, dok je dobio dodatnu nominaciju za Grammy za svoj rad na albumu Donda Kanyea Westa iz 2021. godine. Manson je debitirao kao glumac u filmu Davida Lyncha – Lost Highway iz 1997. godine, a od tada se pojavio u nizu manjih i epizodnih uloga. Godine 2002. njegova prva umjetnička izložba, The Golden Age of Grotesque, održana je u Los Angeles Contemporary Exhibitions Centeru.
Godine 2021. bivša partnerica Evan Rachel Wood optužila je Mansona za psihičko i seksualno zlostavljanje, što je on negirao. Druge žene su ga slijedile sa sličnim optužbama, a pet ga je tužilo građanskom sudu. Jedna od tih tužbi povučena je nakon što je tužitelj odbacio svoje optužbe i rekao da je Wood vršila pritisak da se iznesu lažne optužbe protiv Mansona. Tužio je Wood za klevetu, ali je kasnije odustao od tužbe nakon što su znatni dijelovi tužbe odbačeni Woodinim zahtjevima protiv SLAPP-a. Pristao je platiti njezine pravne troškove. Četverogodišnja kaznena istraga navoda o zlostavljanju koju je proveo Odjel šerifa okruga Los Angeles završila je u siječnju 2025. godine zbog nedostatka dokaza.

## Diskografija

### Albumi
- Portrait of an American Family (1994.)
- Smells like Children (1995.)
- Antichrist Superstar (1996.)
- Mechanical Animals (1998.)
- Holy Wood (In the Shadow of the Valley of Death) (2000.)
- The Golden Age of Grotesque (2003.)
- Eat Me, Drink Me (2007.)
- The High End of Low (2009.)
- Born Villain (2012.)
- The Pale Emperor (2015.)
- Heaven Upside Down (2017.)
- We Are Chaos (2020.)
- One Assassination Under God – Chapter 1 (2024.)

## Pojavljivanja u glazbenim videima
- Nine Inch Nails: "Gave Up" (1992.)
- Nine Inch Nails: "Starfuckers, Inc." (2000.)
- Eminem: "The Way I Am" (2000.)
- Murderdolls: "Dead in Hollywood" (2002.)
- Rammstein: "Haifisch" (2010.)
- D'Hask: "Tempat Ku" (2011.)
- Die Antwoord: "Ugly Boy" (2014.)
- Elton John: "Tiny Dancer"[8] (2017.)
- Corey Taylor: "CMFT Must Be Stopped" (2020.)